# Торе Сан Роко (Терамо)
Торе Сан Роко (итал. Torre San Rocco) је насеље у Италији у округу Терамо, региону Абруцо.
Према процени из 2011. у насељу је живело 451 становника. Насеље се налази на надморској висини од 17 м.